# Jonathan Jeremiah
Jonathan Jeremiah (Londen, 1982) is een Britse soul-folkzanger en componist.

## Levensloop

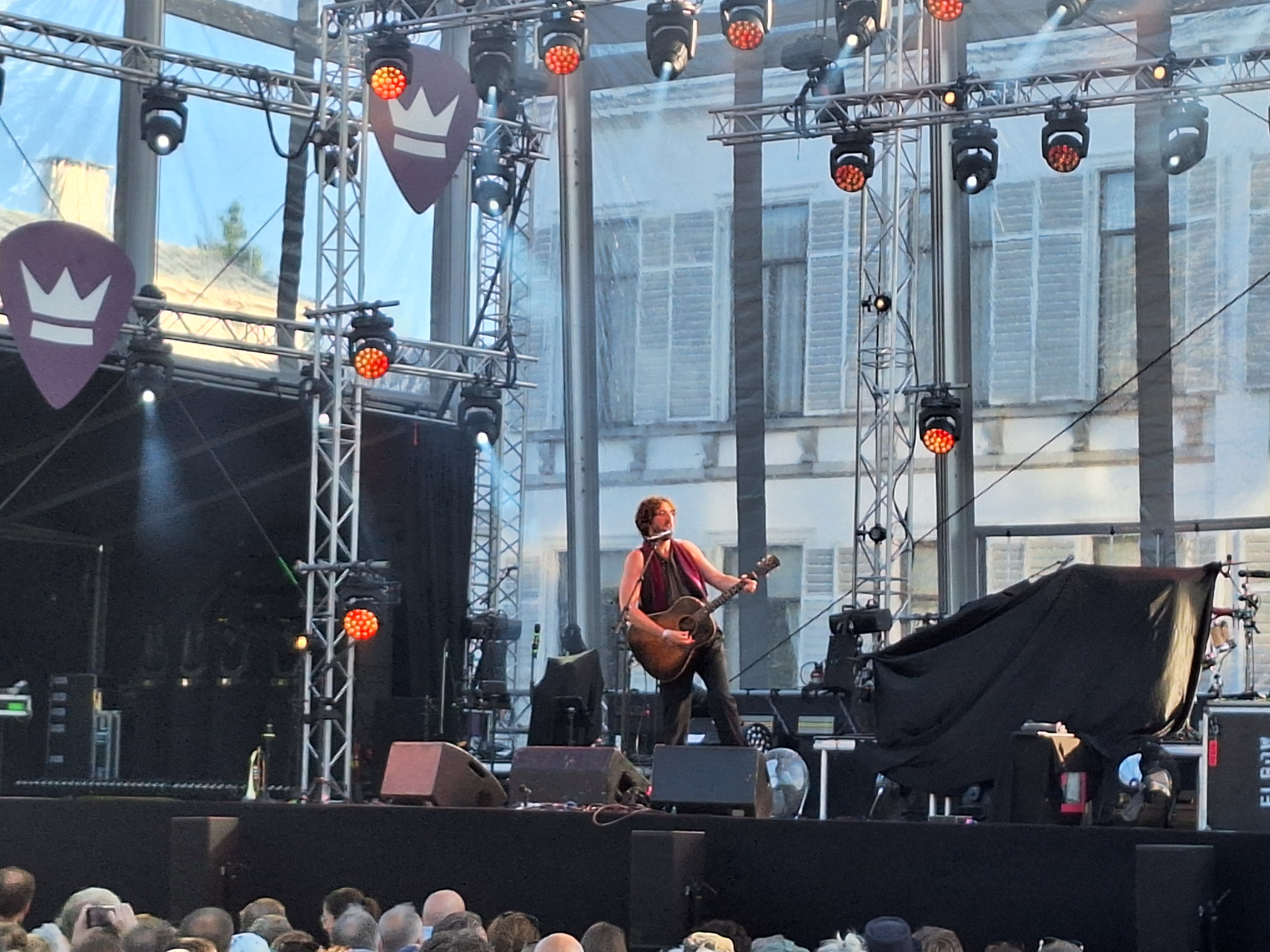
Jonathan Jeremiah tijdens Royal Park Live 2025

Jeremiah haalde zijn muzikale inspiratie en invloeden vooral uit zijn vaders platenkast waarin veel jarenzestigmuziek was te vinden, van artiesten als Cat Stevens, James Taylor en Scott Walker. Op zijn twintigste vertrok Jeremiah naar de Verenigde Staten waar hij veel inspiratie vond voor het schrijven van nummers, wat zou resulteren in het album A Solitary Man. Het duurde echter nog acht jaar voordat hij genoeg geld had om het voorgenoemde album op te nemen. In 2010 kwam deze plaat tot stand in de Dollis Hills studio onder productie en arrangement van Jules Buckley. Zijn stem heeft een lichte bariton-klank met soul-en folkinvloeden en doet denken aan een jonge Roger Whittaker en Burt Bacharach.

### Nederland
Na een optreden op Crossing Border in het najaar van 2010, kreeg hij enige bekendheid met zijn single Lost, die veel airplay op radio 3FM verkreeg door Gerard Ekdom. Het nummer haalde de tipparade van de Nederlandse Top 40 en de 47ste plaats in de Single Top 100 en er volgde een optreden in poptempel Paradiso. Op 1 april 2011 werd zijn debuutalbum uitgebracht in Nederland, getiteld A Solitary man, met de single Happiness, die ook in april werd uitgebracht. Op 8 juli, 2011 stond hij op het North Sea Jazz Festival; hij werd begeleid door het Metropole Orkest. In oktober 2011 trad hij enige malen op in het Paard van Troje. In Nederland en België is Jeremiah in 2011 doorgebroken, vooral dankzij zijn debuutalbum A solitary man met de respectievelijke noteringen 3 (NL) en 11 (B) in de albumlijsten, terwijl in Engeland zijn album weinig tot niks deed en daar de hitlijsten vooralsnog niet haalde.

## Discografie

### Albums
| Album met eventuele hitnotering(en) in de Nederlandse Album Top 100 | Datum van verschijnen | Datum van binnenkomst | Hoogste positie | Aantal weken | Opmerkingen              |
| ------------------------------------------------------------------- | --------------------- | --------------------- | --------------- | ------------ | ------------------------ |
| A solitary man                                                      | 01-04-2011            | 09-04-2011            | 3               | 47           | Goud                     |
| Gold dust                                                           | 19-10-2012            | 27-10-2012            | 12              | 3*           | met The Metropole Orkest |

| Album met hitnotering(en) in de Vlaamse Ultratop 200 albums | Datum van verschijnen | Datum van binnenkomst | Hoogste positie | Aantal weken | Opmerkingen              |
| ----------------------------------------------------------- | --------------------- | --------------------- | --------------- | ------------ | ------------------------ |
| A solitary man                                              | 2011                  | 07-05-2011            | 11              | 39           |                          |
| Gold dust                                                   | 2012                  | 27-10-2012            | 49              | 3*           | met The Metropole Orkest |

### Singles
| Single met eventuele hitnotering(en) in de Nederlandse Top 40 | Datum van verschijnen | Datum van binnenkomst | Hoogste positie | Aantal weken | Opmerkingen                 |
| ------------------------------------------------------------- | --------------------- | --------------------- | --------------- | ------------ | --------------------------- |
| Lost                                                          | 17-10-2011            | 18-12-2011            | tip14           | -            | Nr. 47 in de Single Top 100 |
| Happiness                                                     | 14-03-2011            | 16-04-2011            | tip11           | -            | Nr. 38 in de Single Top 100 |
| Happiness                                                     | 14-03-2011            | 29-10-2011            | tip16           | -            |                             |
| Rosario                                                       | 2015                  | 28-11-2015            | tip3            | -            |                             |

| Single met hitnotering(en) in de Vlaamse Ultratop 50 | Datum van verschijnen | Datum van binnenkomst | Hoogste positie | Aantal weken | Opmerkingen                                            |
| ---------------------------------------------------- | --------------------- | --------------------- | --------------- | ------------ | ------------------------------------------------------ |
| Happiness                                            | 2011                  | 21-05-2011            | 25              | 4            | Nr. 21 in de Radio 2 Top 30                            |
| Heart of stone                                       | 04-07-2011            | 15-10-2011            | 43              | 1            | Nr. 10 in de Radio 2 Top 30                            |
| Lost                                                 | 2011                  | 05-11-2011            | tip21           | -            |                                                        |
| Never gonna                                          | 30-01-2011            | 03-03-2012            | tip52           | -            |                                                        |
| Lazin' in the sunshine                               | 24-09-2012            | 06-10-2012            | tip19           | -            | met The Metropole Orkest / Nr. 23 in de Radio 2 Top 30 |
| Gold dust                                            | 2013                  | 16-02-2013            | tip100*         |              | met The Metropole Orkest                               |

### NPO Radio 2 Top 2000
| Nummers met noteringen in de NPO Radio 2 Top 2000 | '11  | '12  | '13  | '14  | '15 | '16  | '17  | '18  | '19  | '20  | '21  | '22  | '23  | '24  |
| ------------------------------------------------- | ---- | ---- | ---- | ---- | --- | ---- | ---- | ---- | ---- | ---- | ---- | ---- | ---- | ---- |
| Happiness                                         | -    | 1509 | 1229 | 1503 | 768 | 1207 | 1265 | 1070 | 1414 | 1562 | 1730 | 1535 | 1803 | 1948 |
| Lost                                              | 1790 | -    | -    | -    | -   | -    | -    | -    | -    | -    | -    | -    | -    | -    |

1. ↑  Een '-' betekent dat het nummer niet was genoteerd en een vetgedrukt getal geeft de hoogste notering van een nummer aan.
2. ↑  2011 was het eerste jaar met een notering voor Jonathan Jeremiah.